# Chalcotropis decemstriata
Chalcotropis decemstriata är en spindelart som beskrevs av Simon 1902. Chalcotropis decemstriata ingår i släktet Chalcotropis och familjen hoppspindlar. Inga underarter finns listade i Catalogue of Life.